# Hadleycel

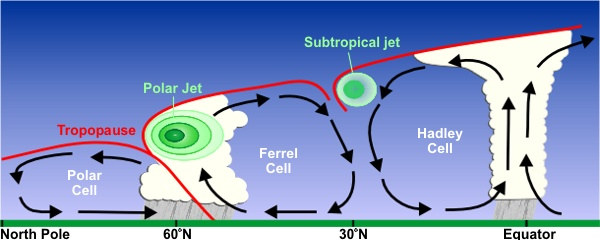
Hadleycel

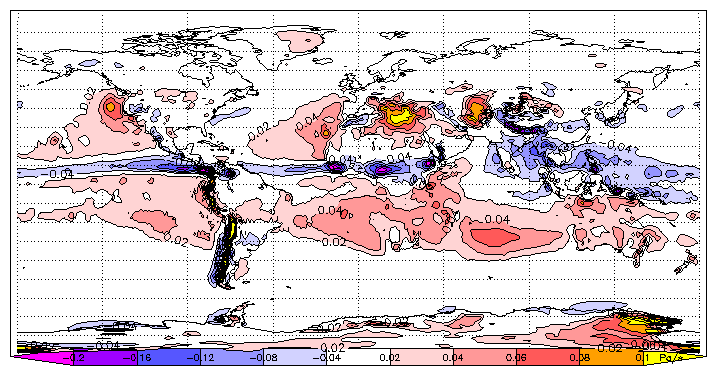
Gemiddelde verticale windsnelheid bij 500 hPa luchtdruk in juli. Stijgende wind (negatief) waait vooral boven de Kreeftskeerkring waar de Zon loodrecht staat. Dalende wind (positief) waait meer verspreid.

Een Hadleycel (genoemd naar George Hadley, die de cellen voor het eerst beschreef) is een atmosferische circulatiecel in de tropen, die van de thermische evenaar tot 30 graden naar het noorden of zuiden loopt. De windrichting aan het oppervlak (de passaat) is naar de evenaar toe gericht.
Aan de evenaar stijgt warme, natte lucht op tot de tropopauze waar het richting de polen begint te stromen. Rond de 30e breedtegraad daalt de afgekoelde lucht weer, waardoor hier meestal een hogedrukgebied ligt. De lucht zal daarna weer in de vorm van een passaat naar de evenaar stromen, waarmee de cirkel compleet is. In schematische tekeningen zijn er twee Hadleycellen, een vanaf de evenaar naar het noorden en een vanaf de evenaar naar het zuiden.
De breedtegraad waar de Zon recht boven het aardoppervlak staat (de zogenaamde thermische evenaar) verschuift met de seizoenen. Tijdens de zomerzonnewende staat de Zon boven de Kreeftskeerkring, tijdens de winterzonnewende boven de Steenbokskeerkring, en op andere momenten ergens ertussenin. Alleen tijdens de equinoxen (op of rond 20 maart en 23 september) staat de Zon precies boven de evenaar. De Hadleycellen volgen de beweging van de Zon met een vertraging en verschuiven dus jaarlijks mee met de beweging van de Zon.